# Ogród Zoologiczny w Bytomiu
Miejski Ogród Zoologiczny w Bytomiu – nieistniejący już ogród zoologiczny, który funkcjonował w latach 1898-1957 na terenie parku miejskiego w Bytomiu.

## Historia
Powstanie ogrodu zoologicznego w Bytomiu było wynikiem inicjatywy Ignatza Hakuby, miejscowego przemysłowca i filantropa, który pod koniec XIX wieku był najbogatszym mieszkańcem miasta. Hakuba sfinansował budowę ogrodu, który został otwarty dla zwiedzających w 1898 roku – jako pierwszy tego typu obiekt na terenie Górnego Śląska. Działalność zoo została przerwana przez II wojnę światową oraz powojenną zmianę granic, w wyniku której Bytom został włączony do Polski. Powojenne władze wznowiły działalność placówki dopiero w 1947 roku. Dyrektorem obiektu został wtedy Zygmunt Zieliński, późniejszy dyrektor ogrodu zoologicznego w Chorzowie. Ogród dostępny był dla zwiedzających w sezonie trwającym od kwietnia do listopada. Mimo skromnej liczby zamieszkujących go zwierząt cieszył się dużą popularnością, będąc odwiedzanym przez niemal 200 tysięcy gości rocznie. Zakończenie działalności zoo było wynikiem powstania nowocześniejszego i znacznie większego ogrodu zoologicznego na terenie Parku Śląskiego w Chorzowie. Bytomski obiekt został oficjalnie zamknięty 31 maja 1957 roku, jednak ostatnie zwierzęta zostały przeniesione do Chorzowa dopiero w 1966 roku.
Obecnie (2015) w bytomskim parku miejskim nadal można oglądać pozostałości infrastruktury, w tym wybiegów dawnego ogrodu zoologicznego. Do niedawna jedną z bardziej zauważalnych pamiątek po ogrodzie zoologicznym była kawiarnia „Pod Misiami”, mieszcząca się w okolicach dawnego wybiegu niedźwiedzi.

## Galeria

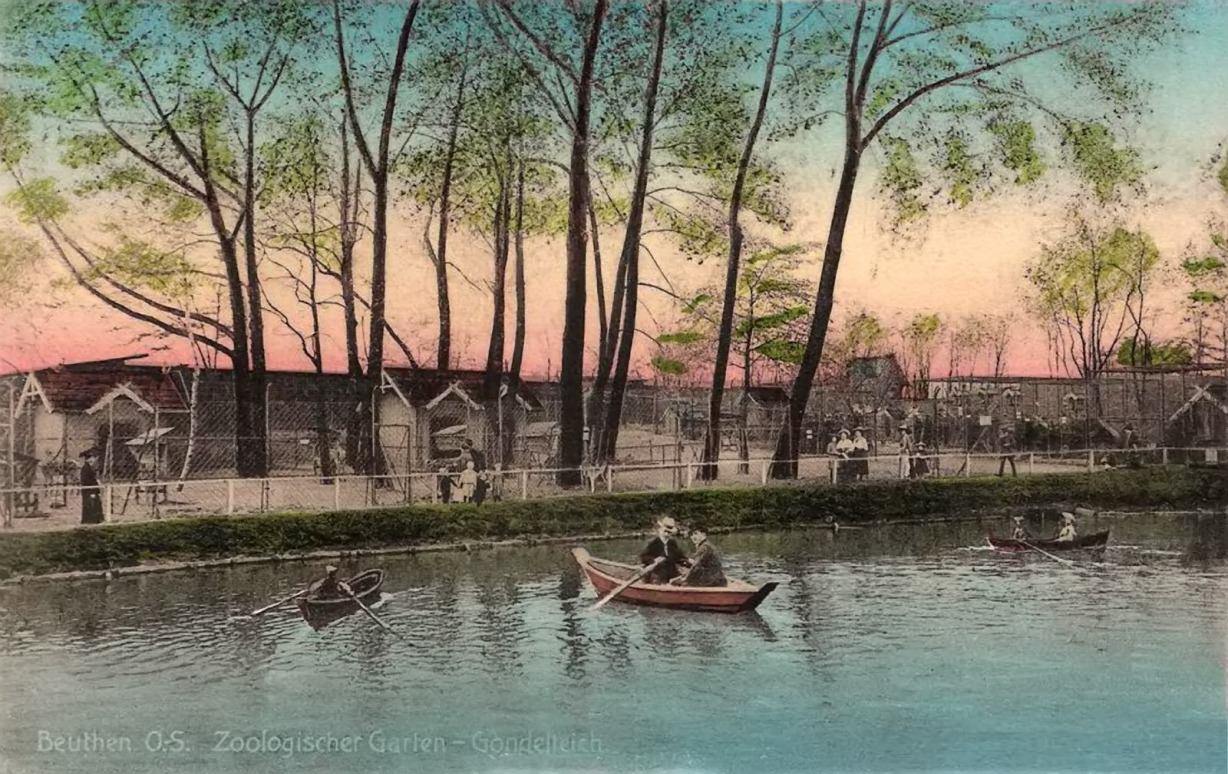
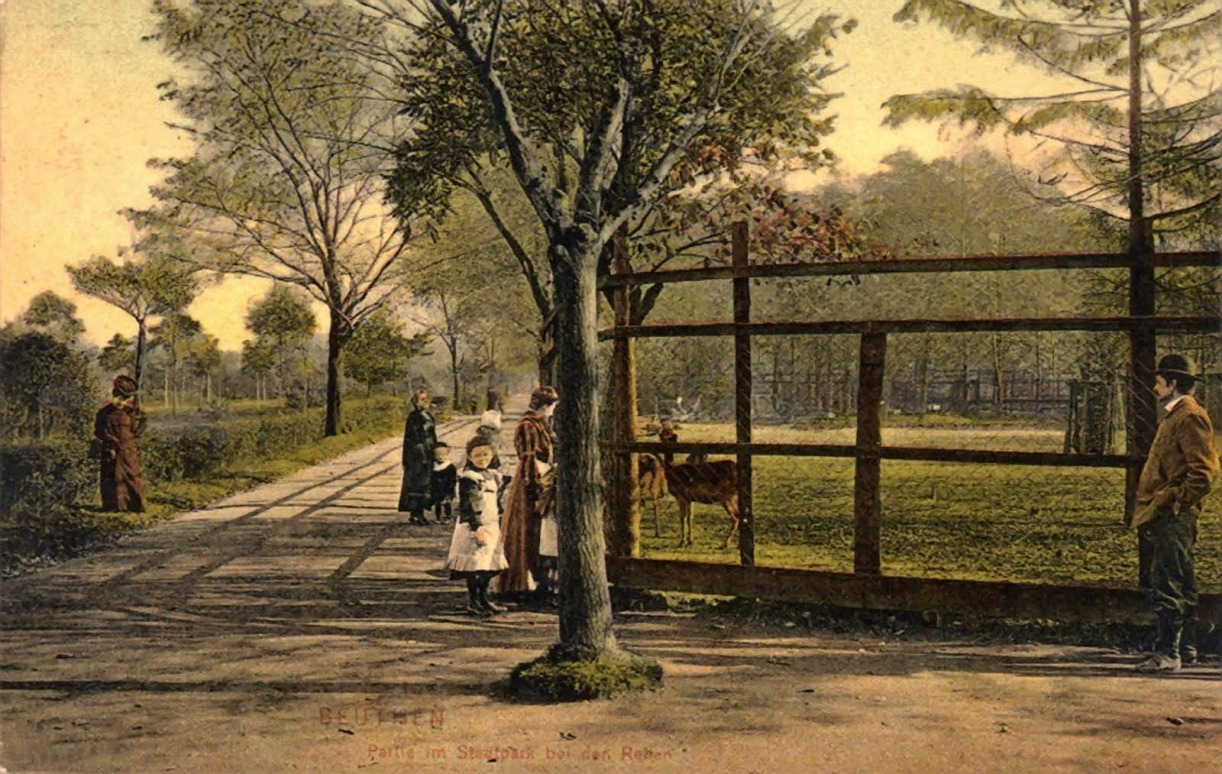
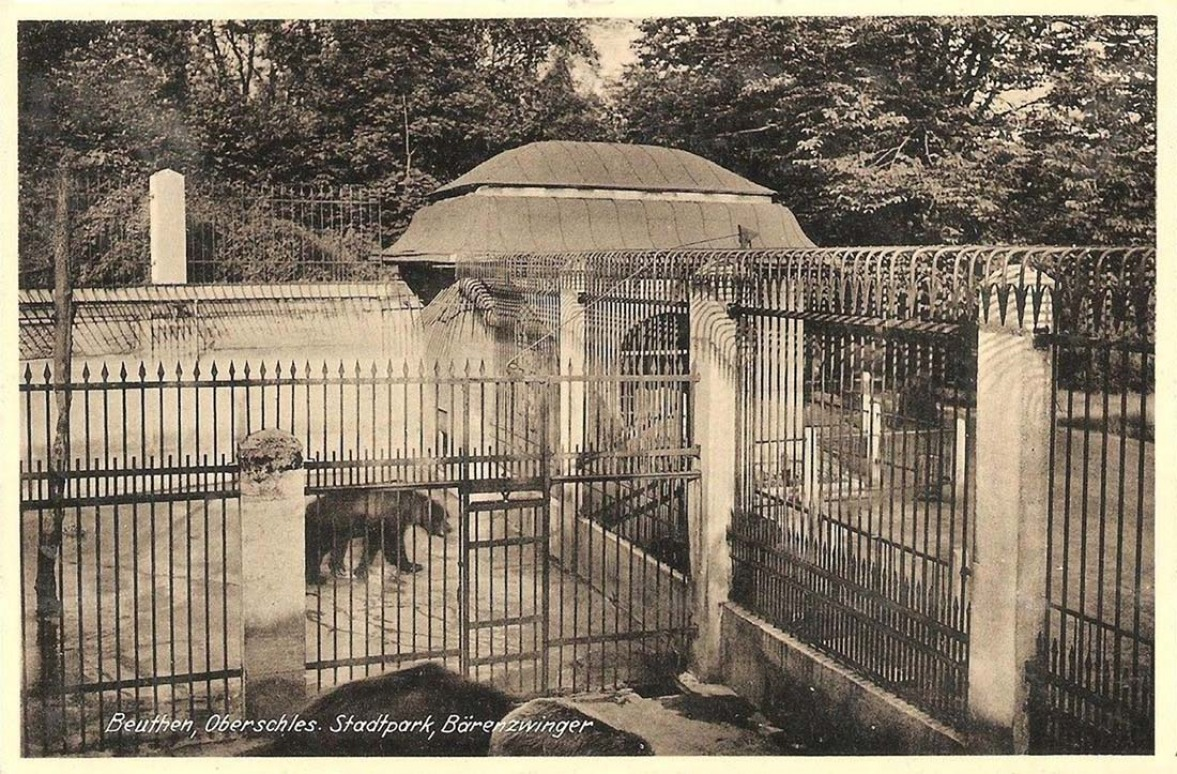
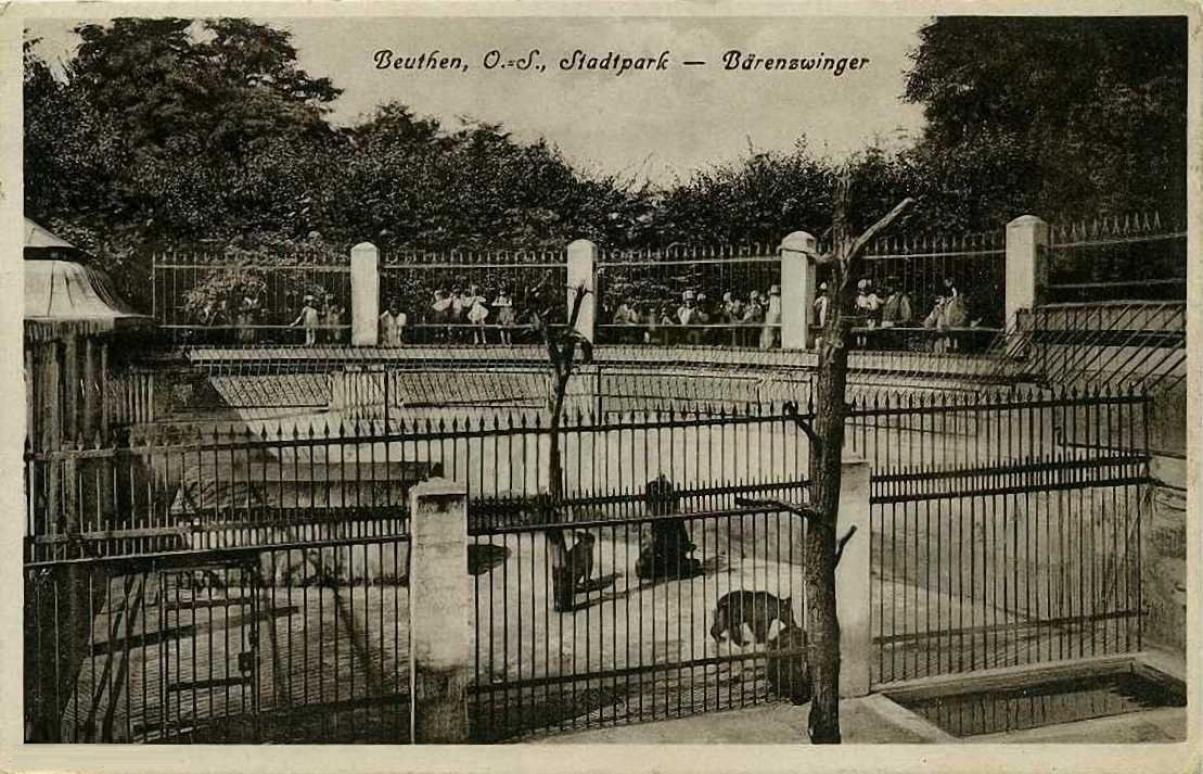
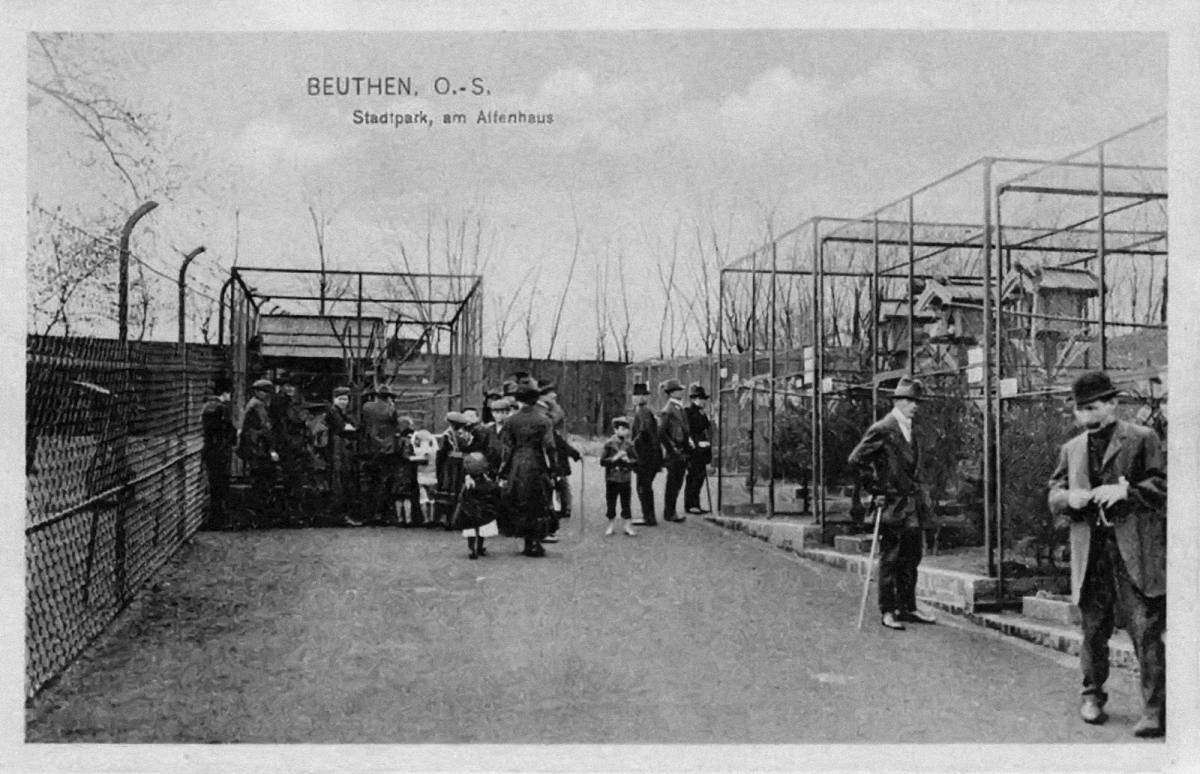